# Protaetia nocturna
Protaetia nocturna är en skalbaggsart som beskrevs av Moser 1909. Protaetia nocturna ingår i släktet Protaetia och familjen Cetoniidae. Utöver nominatformen finns också underarten P. n. banksi.